# Campyloneurus ater
Campyloneurus ater är en stekelart som beskrevs av Szepligeti 1900. Campyloneurus ater ingår i släktet Campyloneurus och familjen bracksteklar. Utöver nominatformen finns också underarten C. a. szepligetianus.